# Lomtjärnen (Ramnäs socken, Västmanland)
Lomtjärnen är en sjö i Surahammars kommun i Västmanland och ingår i Norrströms huvudavrinningsområde.